# 剝皮辣椒
剝皮辣椒是臺灣宜蘭南澳、花蓮、台東一帶的特產，一般由青辣椒經過油炸剝皮，再用醬油、糖、鹽等醃漬製成。剝皮處理是為了使其口感更好，花蓮縣鳳林鎮金品醬園爲創始店，廣在花蓮市、秀林鄉崇德村、鳳林鎮、南澳鄉等地販售。

## 料理
- 剝皮辣椒雞湯